# Fejér Megyei Szabolcs Vezér Gimnázium, Szakközépiskola és Kollégium
A Dunaújvárosi SZC Szabolcs Vezér Szakgimnáziuma és Szakközépiskolája 1963-ban alapították, akkor még Velinszky László nevét viselve.
Az intézmény Pusztaszabolcson található. 2008-ban ünnepelte fennállásának 45. jubileumát.
2000-ben pályázati lehetőséggel belefogtak a Comenius I. minőségügyi rendszer kidolgozásába.
2002-ben a TÜV Rheinland Hungária VRF Kft. segítségével elkészítették a MSZ EN ISO 9001:2001 szabvány szerinti minőségfejlesztő rendszert.
2012. január 1-jén az intézmény a Fejér Megyei Önkormányzat tulajdonából átkerült az állam tulajdonába.